# Церковь иконы Божией Матери «Знамение» на Шереметевом дворе
Храм ико́ны Бо́жией Ма́тери «Знаме́ние» на Шереме́тевом дворе́ — православный храм в районе Арбат города Москвы, возведённый как домовой в конце XVII века в стиле московского барокко на территории имения боярина Льва Нарышкина.
Главный престол освящён в честь иконы Божией Матери «Знамение», приделы — во имя преподобных Сергия Радонежского и Варлаама Хутынского.
В разное время владельцами церкви были графы Кирилл Разумовский и Николай Шереметев, в честь которого она получила полное название. После Октябрьской революции церковь некоторое время продолжала работать, но уже в 1930 году была закрыта и переоборудована под столовую больницы 4-го Главного управления министерства здравоохранения СССР. В 2001-м указом патриарха Алексия II комплекс получил статус подворья Патриарха Московского и всея Руси, а через пять лет здание передали в собственность Русской православной церкви (РПЦ).

## История

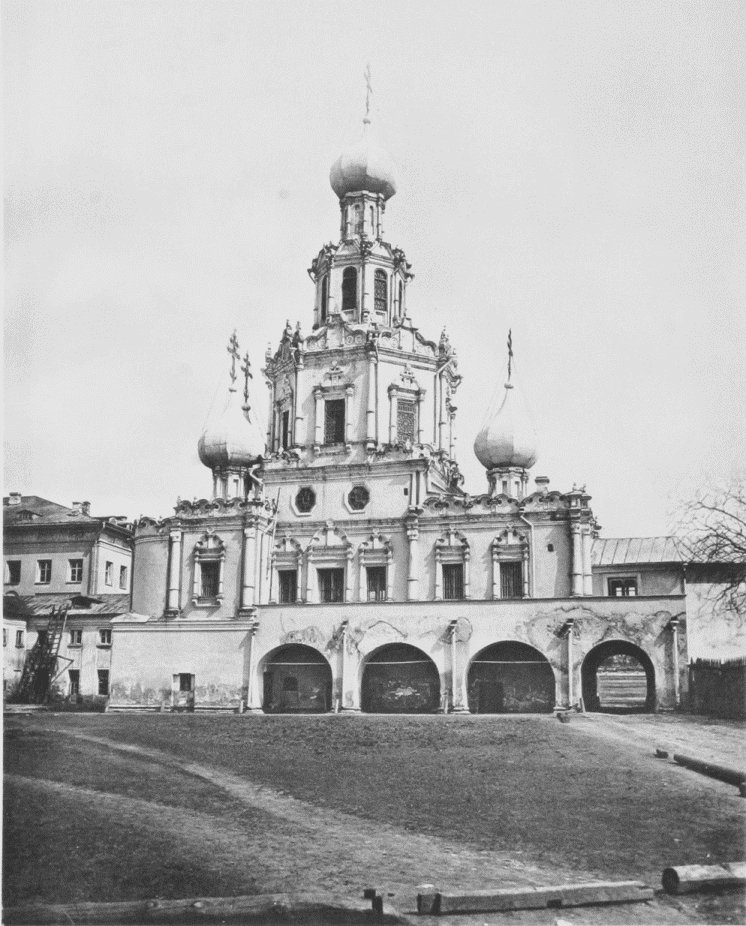
Фотография из альбома Николая Найдёнова, 1875 год

### Предыстория участка
Территория близ Смоленской улицы впервые упоминается в летописях в конце XV века. Участок относился к приходу церкви апостолов Петра и Павла и в 1566 году вошёл в состав Опричного двора. После воцарения Михаила Фёдоровича землю у Большой Никитской улицы пожаловали государеву дяде Ивану Романову. По одной версии, по его заказу около 1625 года на дворе возвели новую деревянную церковь. Однако ряд исследователей датирует постройку двенадцатью годами ранее и указывает в качестве строителя некоего Дружину Коптева. Эту теорию подтверждает упоминание приделов преподобных Сергия Радонежского и Варлаама Хутынского, существовавших с 1619 года. Они были устроены как самостоятельные объёмы с отдельными входами. Краевед Виктор Васильевич Сорокин считает, что постройки располагались на месте старой церкви Петра и Павла. Новый храм освятили в честь иконы Богоматери «Знамение», считавшейся покровительницей семьи Романовых.

### Строительство и использование

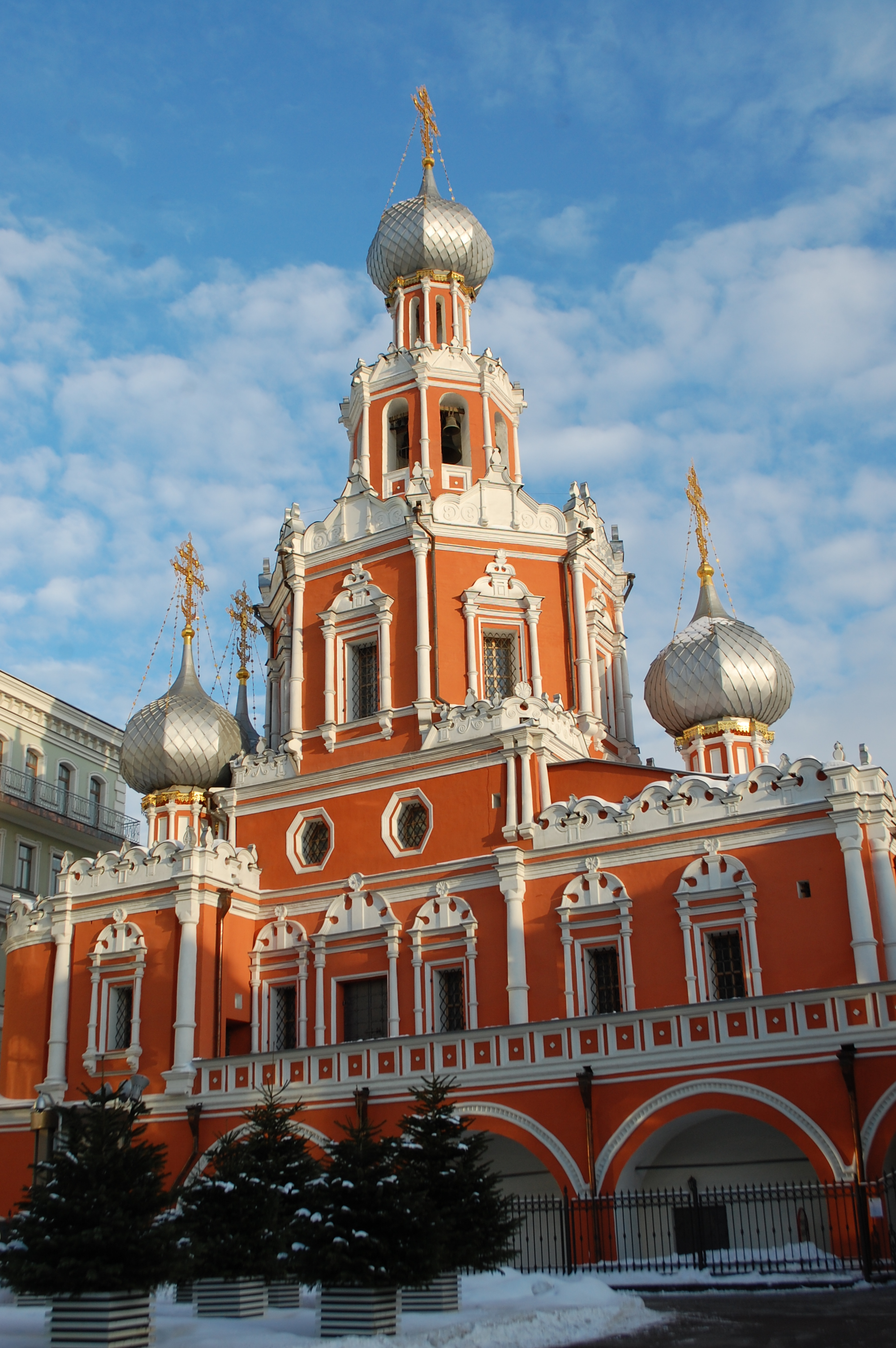
Оформление главного фасада Знаменской церкви, 2017 год

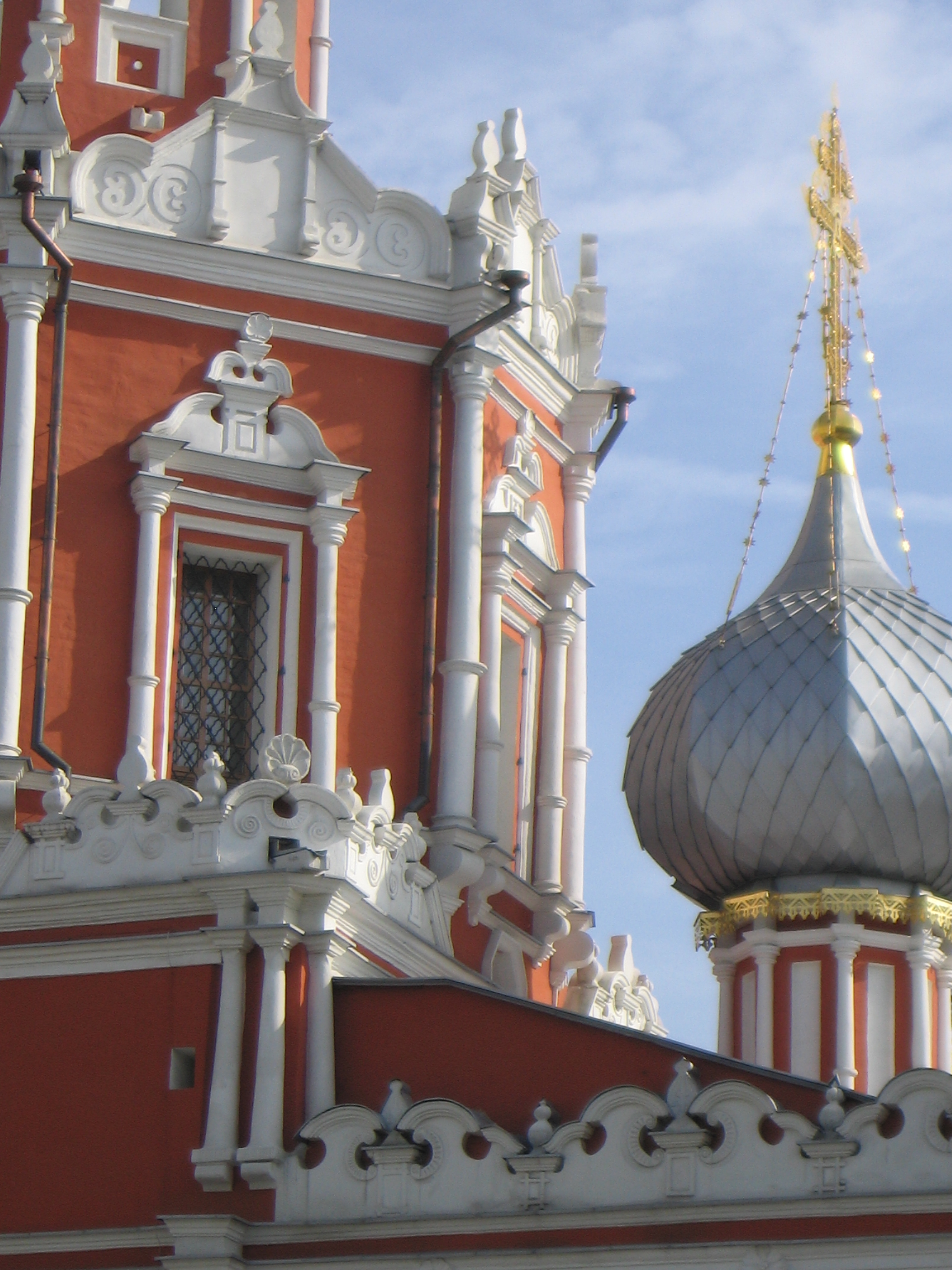
Декор центрального восьмерика Знаменской церкви, 2012 год

Трёхпрестольная церковь сгорела в пожаре 1629 года, но вскоре была восстановлена в прежних формах, а через восемь лет перестроена в камне. После смерти Ивана Романова в 1640-м владения унаследовал его сын Никита Иванович. Но уже через шестнадцать лет усадьба как выморочная числилась в собственности царя Алексея Михайловича, который отдал северную часть в ведение Оружейной палаты. Некоторое время здесь размещались её иконописные мастерские. В 1671-м оставшийся участок и церковь пожаловали тестю государя Кириллу Нарышкину. От него двор перешёл к сыну — боярину Льву Нарышкину, при котором возвели новый храм иконы Божией Матери «Знамение». Тем не менее точные даты реконструкции неизвестны. Реставратор Евгений Васильевич Михайловский предполагает, что работы проходили в конце 1680-х годов. Доподлинно неизвестно, кто именно руководил строительством, но исследователи высказывают предположения о причастности Яна Бухвостова и гипотетического зодчего Петра Потапова. При строительстве использовали материалы разобранного храма и надгробия упразднённого кладбища. Внешне здание сходно с церковью Покрова Пресвятой Богородицы в Филях, возведённой в 1690—1694 годах (возможно, храм стал первым зданием, возведенным в стиле «нарышкинское барокко»). Вероятно, белокаменные детали экстерьера изготавливали по одним эскизам, что соответствует теории Михайловского. Известно также, что Кирилл Нарышкин, ближний кравчий и московский губернатор, заключил в 1717 году подряд на золочение иконостаса с мастерами Оружейной палаты А. Гавриловым и А. Дмитриевым.
20 февраля 1722 года указом Святейшего синода церковь получила статус приходской и была приписана к соседнему Крестовоздвиженскому монастырю. Хотя существуют сведения, что с 1723 по 1726 год помещения не использовали. Службы возобновили только после кончины императора Петра I, не одобрявшего домовые моленные. При этом владельцы усадьбы оставались попечителями храма, поэтому некоторые исследователи указывают, что он не был доступен для посторонних и продолжал носить домовой характер.
В середине XVIII века ответственность за содержание зданий перешла к графу Кириллу Разумовскому, получившему имение в качестве приданого жены Екатерины Нарышкиной. Он провёл масштабную реконструкцию, устроив дворец в стиле раннего классицизма. Предположительно, работами руководил архитектор Василий Баженов. В этот период в Знаменской церкви переделали окна и порталы, разобрали стену между трапезной и нижним четвериком, здание храма объединили крытым переходом с новым комплексом.
Когда в 1799 году обветшавшую усадьбу Разумовского приобрёл за 450 тысяч рублей Николай Шереметев, церковь получила полное название — храм иконы Божией Матери «Знамение» на Шереметевом дворе. После пожара и оккупации Москвы в 1812-м разграбленная церковь долгое время находилась в запустении. К её восстановлению приступили только в 1840-х годах при сыне графа Дмитрии Шереметеве. Работами руководил архитектор Афанасий Григорьев. В этот период полностью обновили храмовое убранство и заменили иконостас XVII века новым. Однако сохранилось описание его первоначального облика от 1811 года: 

Иконостас деревянной с золоченою резбою в 8-ми ярусов во оном местные образа. <…> Над местными образами 32 иконы разной величины на деревянных цкахъ с изображением страстей господних, апостолов и угодников. Сверх иконостаса распятие деревянное резное с предстоящими в резной золоченой раме… Царские врата резные деревянные, вызолочены.
 Известно и описание иконостасов двух других приделов:
[в приделе Варлаама Хутынского] Иконостас деревянный составной, резной золоченый… В приделе Сергия Преподобного… иконостас деревянный столярной работы, крашен голубой краской, местами позолочен…
 Работы завершили к 1847-му, храм переосвятил митрополит Филарет. Позднее архитектор Михаил Быковский провёл работы по устройству калориферного отопления.
После Октябрьской революции усадьбу Шереметевых заняли Военная академия Красной армии, военный музей и больница 4-го Главного управления министерства здравоохранения СССР. Знаменскую церковь дополнили пристройками, где по распоряжению Владимира Ленина оборудовали специальную столовую. Тем не менее, само здание признали памятником архитектуры и взяли под государственную охрану. 28 апреля 1921 года была зарегистрирована Знаменская церковная община под руководством архиепископа Трифона, в ведение которой передали сооружение и церковную утварь. Моссовет оставил за собой право одностороннего расторжения договора. Через пять лет по его распоряжению подклет церкви передали в ведение жилищных советов соседних домов, а в феврале 1930 года приняли решение об окончательной ликвидации церкви. Здание заняла больничная столовая, переоборудованный купол отвели под ленинскую комнату с библиотекой. В дальнейшем сооружение неоднократно перестраивали: демонтировали главы и внутренний декор, разобрали паперть и часть трапезной, застроили гульбище и заложили арки подклета. Оригинальные внутрихрамовые росписи заменили «санитарной» плиткой.
Во время Великой Отечественной войны на территории соседнего студенческого городка Московского университета разорвалась фугасная бомба, осколки которой повредили стены церкви Знамения Божией Матери. Необходимый ремонт проведён не был, и здание быстро ветшало: провалилась крыша, стены поросли деревьями, осыпался белокаменный декор. В 1954 году архитекторы Евгений Михайловский и Ирина Ильенко подготовили проект полной реставрации памятника архитектуры. Но работы провели только снаружи, оригинальный интерьер воссоздан не был, а из пяти глав реконструировали только четыре. Через двадцать лет фасады и просевший фундамент подновили, однако здание нуждалось в комплексном ремонте.

## Современность

### Возврат здания Церкви. Реконструкция и реставрация. Возобновление службы в храме
Предложения вернуть храм Русской православной церкви высказывали с 1989 года, особенно активные общественные движения были во время ремонта 1990-х годов. Некоторые источники ошибочно указывают, что храм передали в ведение организации в 1991-м на волне перехода других церковных строений. 29 декабря 2001 года указом патриарха Алексия II церковь иконы Богородицы «Знамение» на бывшем Шереметевом дворе получила статус подворья Патриарха Московского и всея Руси. При этом распоряжение о передаче здания РПЦ подписано не было и строение продолжали занимать столовая больницы и службы медицинского подразделения Управления делами Президента России. Поэтому моленную временно разместили в пустующей ленинской комнате, устроив деревянный иконостас. Решение о передаче помещений в единоличную собственность РПЦ приняли только в 2005 году после обращения митрополита Алексия II к президенту Владимиру Путину.
На тот момент уже два года в здании проводили реставрационные работы на средства, выделенные Управлением делами Президента. Под руководством реставратора Елены Григорьевны Одинец по архивным документам восстановили главу над трапезной, раскрыли белокаменный цоколь, воссоздали первоначальное цветовое решение, интерьеры и иконостас. Под окном второго яруса обнаружили заложенный ранее проём, ведущий на внутристенную лестницу к ярусу звона. Реставраторы переоборудовали массивную белокаменную плиту у входа на лестницу под небольшой балкон и реконструировали резное царское место. Во время архитектурных изысканий не обнаружили колонны, фланкирующие углы алтаря и подклета, о существовании которых предполагали некоторые исследователи. В апреле 2008 года в церкви провели малое освящение и она стала доступна для прихожан.
В приходе действуют воскресная школа и евангельский кружок. Настоятелем храма с 2005 года является о. Михаил Гуляев (протоиерей — с 2011).

### Внутреннее убранство
Интерьеры церкви представлены резным четырёхрядным иконостасом в стиле русского барокко и купольной росписью «Спас Пантократор», стилизованной под храмовую живопись конца XVII века. Но, в соответствии с архитектурными аналогиями, внутренние стены здания оштукатурены, и только грани сводов подчёркнуты сложной барочной резьбой. Оконные арки также украсили резьбой и медальонами с образами святых и мучеников. Царское место расположено напротив иконостаса и выполнено в виде резного балкона с куполом, повторяющим художественный стиль храма.
Внутрихрамовой росписью и созданием икон с 2007 по 2014 годы занималась мастерская «Царьград», художники которой, под руководством Д. Трофимова, выполнили иконы для иконостаса. Сам иконостас был установлен в храме в 2012 году. Образы для него, как и большинство киотных образов, выполнены в манере, характерной для конца XVII — начала XVIII веков (периода расцвета школы Симона Ушакова). В 2014 году храм был украшен росписью «Спаситель»: образы Христа и предстоящих ему архангелов написаны на золотых фонах (автор — Д. Трофимов). В том же году художники «Царьграда» создали иконы для киотов, установленных вдоль стен церкви. В центре каждого — образ Богоматери: Донская, Галатская, «Всецарица» — либо (на западной стороне) образ Успения. Перед солеёй установили резные золочёные киоты с иконами Владимирской Богоматери, Знамения Пресвятой Богородицы, Всех Святых, Целителя Пантелеймона.
В 2012 году в церковь вернули храмовую икону, вынесенную священнослужителями после закрытия в XX веке. Также в храме хранятся ковчег с частицами мощей преподобных Оптинских старцев и вышитый плат Серафима Саровского.

### Внешнее убранство
9 декабря 2006 года состоялось освящение четырёх храмовых крестов, после чего они были водружены на главы церкви. Один из крестов — старинный (его возраст — около 300 лет), после закрытия церкви хранился в Коломенском. Изготовлен в виде распятия, украшенного ажурным барочным декором. По этому образцу, были воссозданы и остальные три креста.
В октябре 2010 года храм вновь обрёл колокола, взамен безвозвратно утраченных в советское время: десять колоколов (крупнейший весом в 1700 кг) были подняты на звонницу.

## Архитектура
Церковь Знамения на Шереметевом дворе считается одним из первых образцов храмовой архитектуры в стиле нарышкинского барокко. Композиция выполнена по типу вотчинных храмов «под колоколы» и отличается продольно-осевым построением. Главный нижний объём представлен двухсветным четвериком, над которым поставлены три яруса уменьшающихся восьмериков. Над трапезной и алтарями возвышаются четыре небольших главки с лепестковыми куполами. Трапезная и трёхчастная апсида расположены на высоком сводчатом подклете, вокруг которого обустроили гульбище на арках. Перпендикулярно ему с западной стороны изначально располагалась широкая лестница на ползучих арках. Но при реконструкции, проводившейся Разумовским, её разобрали, создав новый двухэтажный переход. Во время ремонта середины XIX века отдельные входы приделов Сергия Радонежского и Варлаама Хутынского заложили, объединив помещения с главным алтарём арочными проходами. Фасады церкви обильно декорированы гребнями-фронтонами, узорчатыми пинаклями, колонками с капителями и белокаменными наличниками.